# Samingad
Samingad (Puyuma: Samingad Puruburubuane ; chino: 纪晓君, pinyin: Ji Xiǎojūn; Zhuyin: ㄐ ㄧ ㄒ ㄧ ㄠ ㄐ ㄩ ㄣ; japonés: サミンガ) (Taitung, 2 de octubre de 1977) es una cantante pop y compositora aborigen taiwanesa. Pertenece al grupo étnico puyuma. En su idioma materno puyuma Samingad significa "sin igual ". 
Fue descubierta cantando en un restaurante, donde trabajaba como camarera. Su primer álbum "Voice of Puyuma" o "La Voz de puyuma" fue lanzado bajo el sello discográfico Magic Stone Records y recibió un premio Golden Melody al "Mejor Artista Nuevo" en 1999. En 2001 recibió el Premio Melodía Dorada a la "Mejor intérprete de otro dialecto" (no en idioma mandarín), distinguida como mejor voz femenina, luego lanzó su segundo álbum titulado "Wild Fire, Spring Wind". Su estilo musical se basa gran parte de su inspiración de los Evangelios, así como de los cuentos del estilo de vida antigua agrícolas y de caza de la tribu, y de las complejas emociones provocadas por los puyuma como las luchas de la sociedad contemporánea de Taiwán.